# Iosactis
Iosactis (Riemann-Zürneck, 1997) è un genere di celenterati antozoi dell'ordine Actiniaria. È l'unico genere della famiglia Iosactinidae nella superfamiglia Actinioidea.

## Descrizione
Iosactis è un piccolo anemone che vive nelle acque profonde. I caratteri distintivi delle specie componenti il genere sono il fatto di vivere in tane scavate nel sedimento molle di acque profone, la colonna liscia non specializzata e un'estremità aborale provvista di una fossa centrale, che hanno portato alla distinzione dalle altre famiglie di anemoni endomiariani e ha determinato la fondazione della nuova famiglia Iosactiidae.
Specie di Iosactis sono state osservate sui fondali profondi (4 850 m) nell'Atlantico nord orientale (Bacino Porcupine), per quanti riguarda la specie Iosactis Vagabunda e nelle acque profonde (3 100–3 200 m) prospicienti l'oceano antartico (mare di Scozia) per la specie Iosactis antarctica.

## Tassonomia
Secondo il World Register of Marine Species (WORMS), il genere è composto da due specie:
- Iosactis antarctica Rodríguez, 2012
- Iosactis vagabunda Riemann-Zürneck, 1997